# Torrångs Olof Samuelsson
Torrångs Olof Samuelsson, född 1794, död 1864, var en svensk dalmålare.
Samuelsson var verksam i Solberga i Boda socken, Dalarna och har bland annat dekorationsmålat Liss Andersgården i Kyrkbyn. Hans målningar där visar en sen fas av bygdekonsten i trakten runt Rättvik. Det som utmärker Samuelssons målningar är hans förkärlek för landskap med stora fönsterrika husblock som är snarlika med de kungliga lustslotten.  